# Eriochloa procera
Eriochloa procera là một loài thực vật có hoa trong họ Hòa thảo. Loài này được (Retz.) C.E.Hubb. mô tả khoa học đầu tiên năm 1930.